# Димитър Стоянов (Мокрени)
Димитър Стоянов Нанов с псевдоним Бодос е български революционер, деец на Вътрешната македоно-одринска революционна организация.

## Биография
Роден е в костурското село Мокрени, тогава в Османската империя, днес Варико, Гърция. Заминава за Свободна България. В 90-те години заедно с Марко Касабов от Конуй се завръщат легално в Македония и поставят основите на революционния комитет в Мокрени. През лятото на 1903 година взима участие в Илинденско-Преображенското въстание с големия отряд на Христо Чернопеев, сражавал се при Голак, Китка и Султан тепе заедно с мокренците Стефан Ив. Тасев, Стоян Ников и Дини Андреев.